# Sátão
Sátão est une municipalité (en portugais : concelho ou município) du Portugal, située dans le district de Viseu et la région Centre.
Président du village Ricardo Carvalho Fernandes

## Géographie
Sátão est limitrophe :
- au nord, de Moimenta da Beira et Sernancelhe,
- à l'est, d'Aguiar da Beira,
- au sud, de Penalva do Castelo,
- à l'ouest, de Viseu,
- au nord-ouest, de Vila Nova de Paiva.

## Histoire
La charte – foral, en portugais – a été octoyée en 1111.

## Démographie
| 1801  | 1849  | 1900   | 1930   | 1960   | 1981   | 1991   | 2001   | 2004   |
| ----- | ----- | ------ | ------ | ------ | ------ | ------ | ------ | ------ |
| 3 416 | 9 684 | 13 472 | 14 892 | 16 824 | 13 587 | 13 342 | 13 144 | 13 419 |

| 2011   | - | - | - | - | - | - | - | - |
| ------ | - | - | - | - | - | - | - | - |
| 12 444 | - | - | - | - | - | - | - | - |

## Subdivisions
La municipalité de Sátão groupe 12 paroisses (freguesia, en portugais) :
- Águas Boas
- Avelal
- Decermilo
- Ferreira de Aves
- Forles
- Mioma
- Rio de Moinhos
- Romãs
- São Miguel de Vila Boa
- Sátão (pt)
- Silvã de Cima
- Vila Longa

## Jumelages
- Lescar (France) depuis 1988[2]
- Les Ulis (France) depuis 2009 [3]